# Sausti
Sausti est un village de la Commune de Kiili du Comté de Harju en Estonie.
Au 31 décembre 2011, elle compte 161 habitants.